# الاتحاد الإفريقي للسكك الحديدية
الاتحاد الأفريقي للسكك الحديدية هو منظمة تحت رعاية الاتحاد الأفريقي الجديد المعني بالسكك الحديدية. وهو مشابه للاتحاد الدولي للسكك الحديدية (UIC).

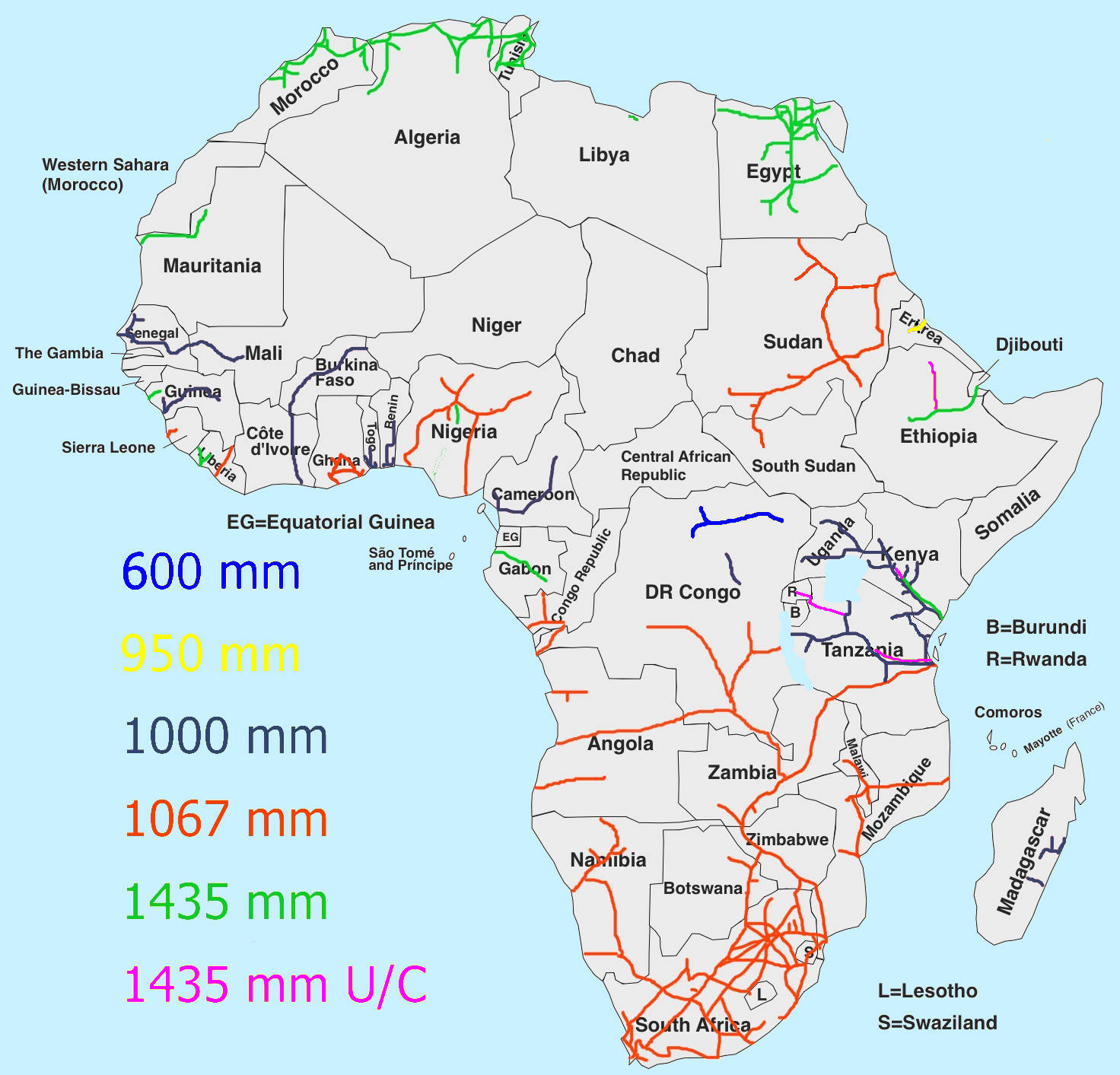
خريطة تخطيطية للسكك الحديدية الأفريقية حسب المقياس

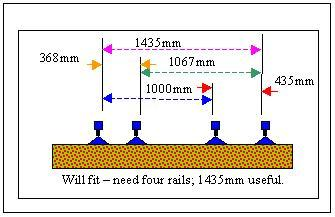
يمكن دمج المقاييس 1000 مم و1067 مم كمقياس مزدوج بأربعة سكك مع مقياس إضافي 1435 مم

المقياس الثلاثي يدعم

## المنظمات ذات الصلة
- هيئة تنسيق النقل والترانزيت في الممر الشمالي
- رابطة السكك الحديدية في جنوب أفريقيا
- مؤتمر الأمم المتحدة للتجارة والتنمية (الأونكتاد) [1]
- رابطة السكك الحديدية لجنوب أفريقيا [2]
- السكك الحديدية للمجموعة الاقتصادية لدول غرب أفريقيا

## منظمات مماثلة
- رابطة السكك الحديدية الأمريكية (AAR)
- الاتحاد الدولي للسكك الحديدية (UIC)